# Pipe (pallavolo)

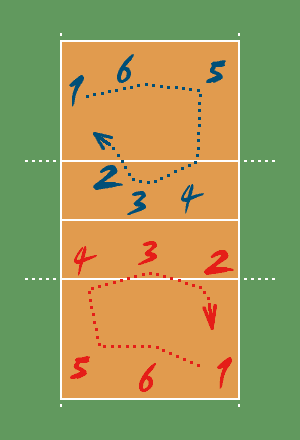
Le zone del campo

Nel mondo della pallavolo con il termine pipe si indica un particolare colpo usato nella pallavolo.

## Esecuzione
La pipe prevede che il palleggiatore, invece di alzare per l'opposto posizionato in posto 1 o 2, o per la banda in posto 4, o per il centrale in posto 3, alzi la palla al limite della linea dei 3 metri. Uno degli schiacciatori si sposta in zona 6 e attacca la palla dal centro dietro la seconda linea. Lo schiacciatore deve fare molta attenzione a non calpestare la linea d'attacco o l'area all'interno di questa prima dello stacco se non vuole commettere fallo, può però oltrepassare la linea in volo (la regola è quella dell'attacco da seconda linea) e atterrare oltre questa.

## Pregi
Questo colpo è una forma di attacco difficilmente prevedibile e consente allo schiacciatore di attaccare dal centro, avendo quindi tutte le traiettorie disponibili. Inoltre, se a questo colpo si aggiunge una finta di primo tempo del centrale di prima linea, si riesce a mandare controtempo il muro, che scende mentre lo schiacciatore colpisce, aumentando quindi le possibilità di successo.

## Difetti
Pur essendo un colpo imprevedibile, questo deve essere chiamato in anticipo dal palleggiatore (solitamente tramite dei gesti con le mani dietro la schiena), e può succedere che un avversario riesca a intuire lo schema. Inoltre, data la natura del colpo, il muro ha più tempo a disposizione per piazzarsi e questo consente la disposizione del muro a 3 giocatori, più difficile da superare.
Oltre ai difetti tattici, questo colpo presenta anche dei difetti tecnici, vale a dire la difficoltà propria del colpo: essendo un attacco arretrato, si richiede una grandissima elevazione e forza. Inoltre il rischio di mandare la palla in rete o fuori dal campo è alto, perché, a differenza della schiacciata normale, basta un minimo errore di posizione e movimento del polso per allungare troppo o troppo poco il colpo. Per questi motivi, questo colpo viene eseguito in genere dallo schiacciatore più bravo ed esperto della squadra.

## Curiosità
Il nome del colpo deriva dall'inglese "pipe", che tradotto alla lettera significa "tubo". L'etimo è incerto: possibile la contrazione di pipe-dream che vuol dire progetto irrealizzabile oppure dal verbo "to pip", cioè "colpire con una fucilata".